# Chizé
Chizé ist eine französische Gemeinde mit 843 Einwohnern (Stand: 1. Januar 2022) im Département Deux-Sèvres in der Region Nouvelle-Aquitaine. Sie gehört zum Arrondissement Niort und zum Kanton Mignon-et-Boutonne. Die Einwohner werden Chizéens genannt.

## Geographie
Chizé liegt etwa 24 Kilometer südsüdöstlich von Niort an der Boutonne. Umgeben wird Chizé von den Nachbargemeinden Les Fosses im Norden, Secondigné-sur-Belle im Nordosten, Brieuil-sur-Chizé im Osten, Villiers-sur-Chizé im Südosten, La Villedieu im Süden, Dampierre-sur-Boutonne im Südwesten, Le Vert im Westen sowie Villiers-en-Bois im Nordwesten.

## Geschichte
1373 kam es zur Schlacht bzw. zur Belagerung von Chizé. Hier gelang es dem Bretonen Bertrand du Guesclin, die englischen Herren von der Burg Chizé zu vertreiben.
1973 wurde die bis dahin eigenständigen Kommune Availles-sur-Chizé an die Gemeinde angeschlossen.

## Bevölkerungsentwicklung
| Jahr                       | 1962 | 1968 | 1975 | 1982 | 1990 | 1999 | 2006 | 2019 |
| Einwohner                  | 852  | 781  | 529  | 768  | 871  | 878  | 949  | 846  |
| Quellen: Cassini und INSEE |      |      |      |      |      |      |      |      |

## Sehenswürdigkeiten
- Kirche Notre-Dame
- Centre d’études biologiques de Chizé

## Persönlichkeiten
- Wilhelm VIII. von Aquitanien (1023/1025–1086), Herzog der Gascogne, Herzog von Aquitanien und Graf von Anjou